# Rob Slotemaker
 Rob «Sloot» Slotemaker  va ser un pilot de curses automobilístiques neerlandès que va arribar a disputar curses de Fórmula 1.
Rob Slotemaker va néixer el 13 de juny del 1929 a Batavia, ara anomenada Jakarta, Indonèsia i va morir el 16 de setembre del 1979 a Zandvoort, Països Baixos.

## A la F1
Va debutar a la primera cursa de la temporada 1962 (la tretzena temporada de la història) del campionat del món de la Fórmula 1, disputant el 20 de maig del 1962 el GP dels Països Baixos al circuit de Zandvoort.
Rob Slotemaker va participar en una única prova puntuable pel campionat de la F1, no classificant-se per prendre la sortida de la cursa i no assolí cap punt pel campionat del món de pilots.
El 16 de setembre del 1979 Slotemaker va morir durant una cursa al circuit de Zandvoort. Un any després, la corba on va trobar la mort va ser anomenat per ell.

## Resultats a la Fórmula 1
| Any  | Equip          | Xassís      | Motor   | 1       | 2   | 3   | 4   | 5   | 6   | 7   | 8   | 9   | Posició | Punts |
| ---- | -------------- | ----------- | ------- | ------- | --- | --- | --- | --- | --- | --- | --- | --- | ------- | ----- |
| 1962 | Rob Slotemaker | Porsche 718 | Porsche | HOL NVS | MON | BEL | FRA | GBR | ALE | ITA | USA | SUD | -       | 0     |

### Resum
| Curses: | Victòries: | Pòdiums: | Poles: | Voltes ràpides: | Punts: |
| ------- | ---------- | -------- | ------ | --------------- | ------ |
| 1       | 0          | 0        | 0      | 0               | 0      |